# Dan-Ola Eckerman
Dan-Ola Eckerman (Turku, 26 marzo 1964 – Turku, 21 maggio 1994) è stato un calciatore finlandese, di ruolo portiere.

## Carriera

### Club
Ha giocato per tutta la sua carriera con il TPS di Turku, disputando 175 incontri di campionato e vincendo una Coppa di Finlandia.
Nel 2011 fu nominato leggenda della Veikkausliiga.

### Nazionale
Disputò in nazionale quattro incontri con la nazionale maggiore, tutte nel 1989, subendo 5 reti.

## Statistiche

### Cronologia presenze e reti in nazionale
| Cronologia completa delle presenze e delle reti in nazionale ― Finlandia | Cronologia completa delle presenze e delle reti in nazionale ― Finlandia | Cronologia completa delle presenze e delle reti in nazionale ― Finlandia | Cronologia completa delle presenze e delle reti in nazionale ― Finlandia | Cronologia completa delle presenze e delle reti in nazionale ― Finlandia | Cronologia completa delle presenze e delle reti in nazionale ― Finlandia | Cronologia completa delle presenze e delle reti in nazionale ― Finlandia | Cronologia completa delle presenze e delle reti in nazionale ― Finlandia |
| Data                                                                     | Città                                                                    | In casa                                                                  | Risultato                                                                | Ospiti                                                                   | Competizione                                                             | Reti                                                                     | Note                                                                     |
| ------------------------------------------------------------------------ | ------------------------------------------------------------------------ | ------------------------------------------------------------------------ | ------------------------------------------------------------------------ | ------------------------------------------------------------------------ | ------------------------------------------------------------------------ | ------------------------------------------------------------------------ | ------------------------------------------------------------------------ |
| 13-1-1989                                                                | Il Cairo                                                                 | Egitto                                                                   | 2 – 1                                                                    | Finlandia                                                                | Amichevole                                                               | -1                                                                       | 46’                                                                      |
| 19-6-1989                                                                | Attard                                                                   | Svizzera                                                                 | 2 – 0                                                                    | Finlandia                                                                | Amichevole                                                               | -2                                                                       |                                                                          |
| 21-6-1989                                                                | Attard                                                                   | Malta                                                                    | 0 – 0                                                                    | Finlandia                                                                | Amichevole                                                               | -                                                                        |                                                                          |
| 30-5-1989                                                                | Port of Spain                                                            | Trinidad e Tobago                                                        | 2 – 0                                                                    | Finlandia                                                                | Amichevole                                                               | -2                                                                       |                                                                          |
| Totale                                                                   |                                                                          | Presenze                                                                 | 4                                                                        |                                                                          | Reti                                                                     | -5                                                                       |                                                                          |

## Palmarès

### Club

#### Competizioni nazionali
- Coppa di Finlandia: 1

TPS Turku: 1991